# James Bauer
James Bauer (* 1. März 1884 als James Ephraim in Hamburg; † 30. August 1947 in Buenos Aires) war ein deutscher Theaterschauspieler, Theater- und Filmregisseur sowie Filmproduzent.

## Leben und Wirken
Bauer entstammte einer Hamburger Kaufmannsfamilie. Sein Vater Moses „Moritz“ Ephraim handelte mit Nähmaschinenteilen. James Bauer erhielt seine Theaterausbildung von Cord Hachmann und debütierte als Bühnenschauspieler 1902 in Hagen. Seinen Künstlernamen wählte er als Reminiszenz an den Mädchennamen seiner Mutter Jeanette Bauer. Im Jahr 1905 arbeitete er in Neiße erstmals als Theaterregisseur. 1908 wurde er in Hamburg Leiter des Volks-Schauspielhauses, später war er Direktor des Hamburger Neuen Theaters. 1912 besuchte er mit seiner Tourneebühne Napoleon und seine Frauen Berlin.
Während er 1914 eine Gastspieltournee nach Deutsch-Südwestafrika unternahm, brach der Erste Weltkrieg aus. Nach einem Jahr im Feld geriet Bauer in Gefangenschaft und konnte erst 1919 aus Afrika nach Berlin zurückkehren. 1920 begann er dort seine Karriere als Filmregisseur. Er arbeitete dabei regelmäßig mit dem Schauspieler und Produzenten Hans Mierendorff zusammen. Als sein Nachfolger war er in den Jahren 1924 und 1925 Geschäftsführer bei der Lucifer-Film Co. m.b.H. Danach inszenierte er für verschiedene Auftraggeber. 1928 gründete er seine eigene Filmfirma Ines Internationale Spielfilm GmbH und 1931 die Renaissance Film GmbH.
Nach der Machtübernahme der Nationalsozialisten 1933 emigrierte Bauer nach Spanien, wo er die erfolglose Polizeifilm-Parodie No me mates inszenierte. Nach dem Ausbruch des Spanischen Bürgerkrieges 1936 wanderte er nach Argentinien aus. Dort konnte er seine Regietätigkeit bis 1940 fortsetzen. Er starb 1947 in Buenos Aires.
James Bauer war dreimal verheiratet: Von 1909 bis zur Scheidung 1920 mit Hedwig Japhet, von 1921 bis zur Scheidung 1928 mit der Schauspielerin Dorothea von Maltzan und von 1928 bis zu seinem Tod schließlich mit Edith Lilge. Aus seiner letzten Ehe stammte der 1928 geborene Sohn Marcel Ephraim.

## Filmografie
- 1920: Die Maske des Todes (2 Teile; auch Drehbuch)
- 1921: Der Kampf um die Heimat
- 1921: Ich bin Du (auch Drehbuch)
- 1922: Der Halunkengeiger
- 1922: Der schwarze Stern
- 1922: Der schlummernde Vulkan (auch Drehbuch)
- 1923: Der Mitternachtszug
- 1924: Die Fahrt ins Verderben
- 1925: Die Anne-Liese von Dessau
- 1927: Walpurgisnacht. O Du mein Heimatland
- 1927: Mein Heidelberg, ich kann Dich nie vergessen!
- 1927: Hast Du geliebt am schönen Rhein...
- 1928: Wenn die Schwalben heimwärts ziehn
- 1929: Das Geständnis der Drei
- 1929: Das Mädel aus der Provinz (auch Produktion)
- 1929: § 173 St.G.B. Blutschande (auch Produktion)
- 1930: Student sein, wenn die Veilchen blühen (nur Produktion)
- 1932: Ja, treu ist die Soldatenliebe (nur Koproduktion, Künstlerische Oberleitung)
- 1932: Nachtkolonne (auch Produktion)
- 1933: Flucht nach Nizza (auch Produktion)
- 1936: No me mates
- 1937: Paraguay, tierra de promisión
- 1938: Cantando llegó el amor (auch Drehbuch)
- 1939: El misterio de la dama gris
- 1940: Explosivo 008 (auch Drehbuch)